# Most přes řeku Kwai
Most přes řeku Kwai (francouzsky Le pont de la rivière Kwaï) je román francouzského spisovatele Pierra Boulla vydaný roku 1952. Je zřejmě nejznámější knihou tohoto autora, který v něm využívá svých zážitků z 2. světové války (pobyt v pracovním táboře, zkušenosti se špionáží).

## Děj
Děj románu se odehrává za druhé světové války v Thajsku během stavby thajsko-barmské železnice. Pojednává o pluku britských zajatců, kteří mají pod vedením Japonců postavit železniční most přes řeku Kwai. Zajatci mají ovšem naprosto nezlomného a čestného plukovníka Nicholsona, který za žádnou cenu nechce dopustit, aby důstojníci pracovali spolu s vojáky. Díky tomu, že v jediném slově neustoupí a i přes vlastní trýzeň, kterou si ho Japonci chtějí podrobit a zlomit, stále trvá na svých argumentech a daří se mu získávat privilegia. Jelikož Japonci podle všeho nevědí nic o plánování stavby, pevné konstrukci a nedokážou ani organizovat práci vojáků, veškerou jejich funkci převezme Nicholson se svými důstojníky.
Díky vysokému plukovníkově úsilí je most včas a neobvykle kvalitně postaven. Do toho v nedaleké thajské vesnici přistává britské diverzní komando, jehož jediným cílem je zničit nejvýznamnější most přes řeku. Nicholsonova stavba na řece Kwai je samozřejmě široko daleko nejpůsobivější a nejdůležitější, a tak tříčlenný tým připravuje útok na něj. Mají v plánu mostové sloupy vyhodit do povětří plastikem. V osudný den, kdy je most dokončen, jsou zároveň i výbušniny na svých místech. Plukovník Nicholson na své poslední obchůzce kolem mostu obzvlášť pečlivě kontroluje most a díky opadlé vodě si plastiku všimne. Destrukce mostu je překažena, dva členové komanda zajati. Oba jsou ale vzápětí spolu s Nicholsonem zabiti posledním členem skupiny palbou z minometů. Vlak vykolejí na vedlejší nastražené náloži, ale most zůstává stát.

## Film
Podle knihy byl v roce 1957 natočen stejnojmenný film, který získal sedm Oscarů a v žebříčku nejlepších filmů serveru IMDb se umístil na 57. místě.